# Chlorochaeta rhodolopha
Chlorochaeta rhodolopha là một loài bướm đêm trong họ Geometridae.